# Еванстон (Іллінойс)
Е́ванстон (англ. Evanston) — місто (англ. city) в США, в окрузі Кук штату Іллінойс. Передмістя Чикаго, розміщене за 19 км на північ від його центру. Населення — 78 110 осіб (2020). Межує з озером Мічиган.
У місті знаходиться головний корпус Північно-Західного університету (англ. Northwestern University).

## Географія
Еванстон розташований за координатами 42°2′47″ пн. ш. 87°41′40″ зх. д. / 42.04639° пн. ш. 87.69444° зх. д. (42.046391, -87.694352). За даними Бюро перепису населення США в 2010 році місто мало площу 20,21 км², з яких 20,15 км² — суходіл та 0,06 км² — водойми.

## Історія
Перші європейці оселилися тут 1836 року. Поселення спочатку французькі емігранти назвали Гросс-Пойнт (фр. Grosse Pointe), а з 1850 року — Ріджвіль (англ. Ridgeville). У 1857 році частина міста Ріджвіль була відокремлена під назвою Еванстон на честь померлого губернатора Джона Еванса. Статус міста Еванстон отримав 1863 року, був позбавлений його в 1869, але знову отримав 1892 року після приєднання селища Південний Еванстон. Межі Еванстона 1892 року подібні до сучасних.
1855 року в Еванстоні відкрився Північно-Західний університет, дозвіл на роботу якого видали чотирма роками раніше. Одним із дев'яти засновників був доктор Джон Еванс, який заробив значну суму грошей через інвестиції в залізниці. Офіційно назву міста з Ріджвілль на Еванстон змінили законодавчі органи Іллінойсу в 1857 році. Вулиця Девіс-стріт стала комерційним центром через розташування залізничної станції між Чикаго та Мілвокі.
Під час громадянської війни жителі Еванстона виступили різко проти Конфедерації та рабовласництва. Багато чоловіків вирушили на фронт, а жінки збирали підписи за скасування рабства після декларації Авраама Лінкольна про емансипацію.
Після війни в місті почалося різке зростання населення, частково за рахунок міграції з Чикаго. Однією з причин міграції була Велика чиказька пожежа, хоча деякі просто переселялися через несприятливу воєнно-промислову атмосферу в місті. Скасування рабства вплинуло на переселення афроамериканців, кількість яких зросла з 2 у 1860 році до 129 у 1880-му. Чорношкірі оселялися в місті для пошуку роботи. Більшість із них ставала різноробами чи домашніми робітниками.
З 1858 по 1972 рік Еванстон належав до числа так званих «сухих спільнот», у яких не виробляли і не продавали алкоголь. З 1972 року алкоголь дозволили продавати в ресторанах і готелях, а з 1984 — взагалі в місті.

## Адміністрація
Адміністративно Еванстон поділяється на 9 районів (англ. wards), від кожного з яких обирається член міського управління. З 2009 року мером є Елізабет Тіздаль, яка на виборах отримала 62,1% голосів виборців.
Раніше населення Еванстона активно підтримувало Республіканську партію. Засновником Іллінойської Республіканської партії був Джон Еванс, на честь якого назване місто. Проте з 1960-х років у місті зростає підтримка демократів, які зараз перемагають практично на всіх виборах.
Мер — Елізабет Тіздаль (англ. Elizabeth Tisdahl) (Демократична партія).

## Транспорт

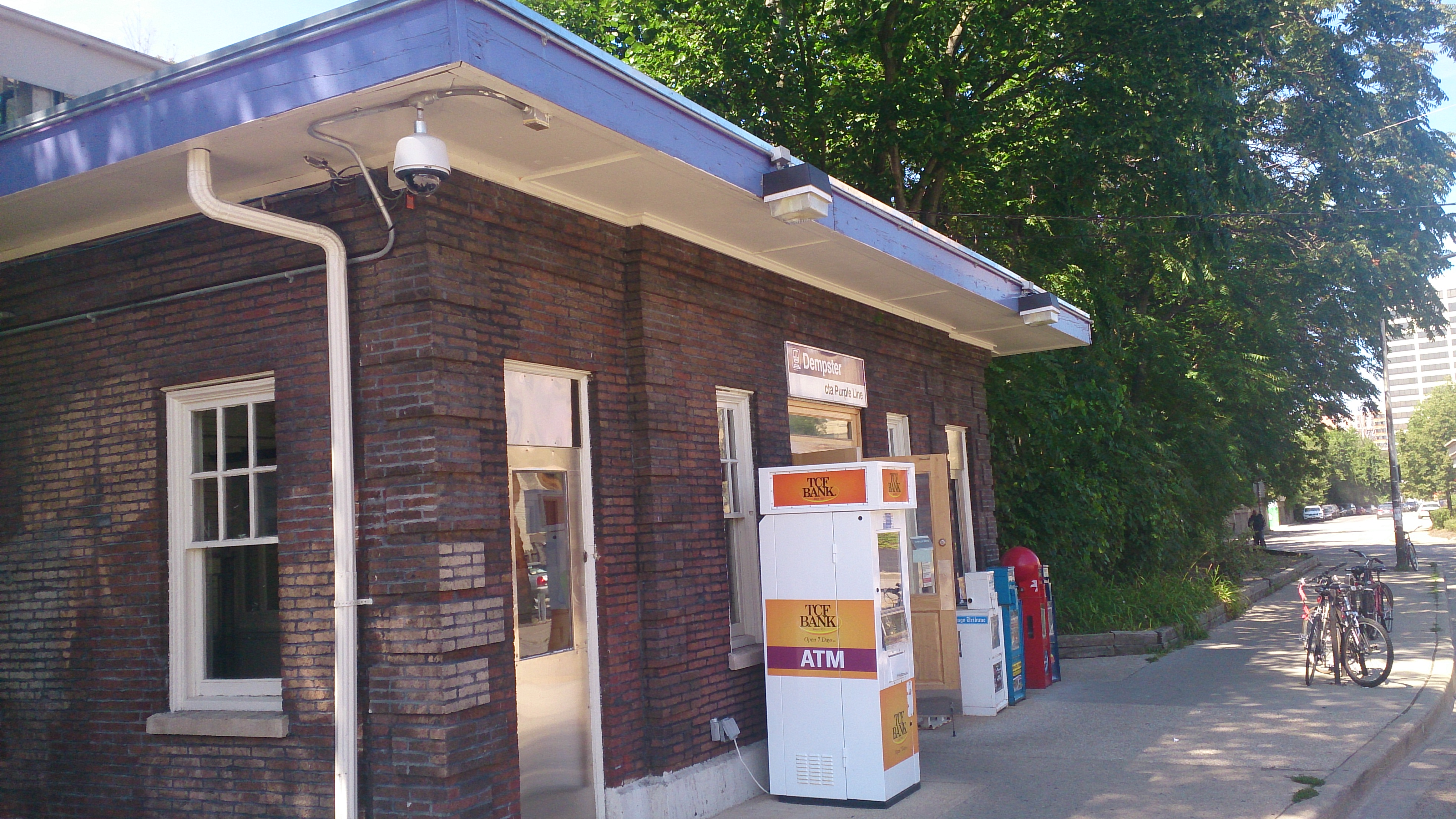
Вхід до станції метро на Демпстер-стріт

Розростання Еванстона було б неможливим без транспортного зв'язку з Чикаго. Засновники Північно-Західного університету добилися того, що 1855 року на залізниці між Чикаго та Мілвокі з'явилася зупинка на території університету. Зростанню економіки міста сприяв трамвай, що сполучав Чикаго і Еванстон до 1935 року.
Еванстон має зручні транспортні зв'язки з навколишніми містами. Фіолетова лінія Чиказького метрополітену має сім станцій в Еванстоні. Лінія Union Pacific/North Line електрички Metra також має три станції в Еванстоні, сполучаючи його з Чикаго з одного боку і з Кеношею та Вокеґаном з другого.
В Еванстоні діють автобусні маршрути компанії CTA (93, 201, 205, 206) та компанії Pace (208, 213, 215,250).
На багатьох вулицях облаштовано велосипедні доріжки.
Серед основних магістралей між Чикаго та Еванстоном — Лейк-Шор-драйв, Interstate 94 та бульвар Мак-Корміка.

## Урбаноніми
Серед важливих вулиць і центрів Еванстона виділяються:
- Центр (англ. Downtown) — район навколо станції Metra на Девіс-стріт та відповідної станції метро,[11] включає в себе Північно-Західний університет. В центрі є сотні фірм,[12] декілька багатоповерхових офісних будівель, три традиційні торговельні райони, 18-екранний кінотеатр та понад 85 ресторанів.
- Центральна вулиця (англ. Central Street) — найпівнічніша з основних вулиць міста,[13][14] має велику кількість магазинів, у тому числі сувенірних, і ресторанів.[15]
- Вулиця Демпстер (англ. Dempster Street) — містить станцію метро, близько 60 магазинів,[16] багато з яких дрібні. Серед них є пекарня Bagel Art, вегетаріанське кафе Blind Faith, мексиканський магазин, дитячий бутік, піцерії та студія звукозапису SPACE.[17]
- Головна вулиця (англ. Main Street) — південна вулиця центру. Містить станцію Metra та відповідну станцію метрополітену. На Мейн-стріт також розміщено багато крамничок і ресторанів.[18]

## Населення

### Перепис 2010 року
Згідно з переписом 2010 року, в місті мешкало 74 486 осіб у 30 047 домогосподарствах у складі 15 621 родини. Густота населення становила 3686 осіб/км². Було 33 181 помешкання (1642/км²).
Расовий склад населення:
| - 65,6 % — білих - 18,1 % — чорних або афроамериканців - 8,6 % — азійців - 0,2 % — корінних американців - 3,6 % — осіб інших рас |

До двох чи більше рас належало 3,8 %. Частка іспаномовних становила 9,0 % усіх жителів.
За віковим діапазоном населення розподілялося таким чином: 19,3 % — особи до 18 років, 68,5 % — особи у віці 18—64 років, 12,2 % — особи у віці 65 років і старші. Медіана віку мешканця становила 34,3 року. На 100 осіб жіночої статі у місті припадало 91,0 чоловіків; на 100 жінок у віці від 18 років і старших — 88,0 чоловіків також понад 18 років.
Середній дохід на одне домашнє господарство становив 106 904 долари США (медіана — 70 041), а середній дохід на одну сім'ю — 147 392 долари (медіана — 104 904). Медіана доходів становила 68 381 долар для чоловіків та 52 381 долар для жінок. За межею бідності перебувало 13,4 % осіб, у тому числі 10,4 % дітей у віці до 18 років та 6,4 % осіб у віці 65 років і старших.
Цивільне працевлаштоване населення становило 36 783 особи. Основні галузі зайнятості: освіта, охорона здоров'я та соціальна допомога — 36,6 %, науковці, спеціалісти, менеджери — 17,0 %, фінанси, страхування та нерухомість — 8,4 %, мистецтво, розваги та відпочинок — 7,7 %.

### Перепис 2000 року
За переписом 2010 року, населення Еванстона становить 74 486 осіб. Також у місті загалом нараховується 30 047 домогосподарств і 15 621 сімей. Густота населення становить 3687,4/км².
19,3 % населення міста — особи віком до 18 років; 16,8 % — від 18 до 24 років; 27,8 % — від 25 до 44 років; 24,0 % — від 45 до 64 років і 12,2 % — 65 років і старші. Медіанний вік населення — 34,3 року. Відсоток жіночого населення — 52,36 % загалом і 53,2 % серед осіб у віці понад 18 років.
Медіанний дохід на домогосподарство — $60 033, на сім'ю — $102 706. Середній дохід на душу населення — $40 732. Близько 6,4 % сімей та 12,1 % населення живуть за межею бідності.
Етнічний склад міста:
- 65,6% — білі
- 18,1% — чорношкірі (афроамериканці)
- 0,2% — індіанського походження
- 8,6% — азійського походження
- 0,02% — гавайського походження або з інших островів Тихого океану
- 3,6% — іншої раси
- 3,8% — мішаного походження
- 9,0% — латиноамериканці (Hispanic/Latino), незалежно від раси.[20]

## Економіка

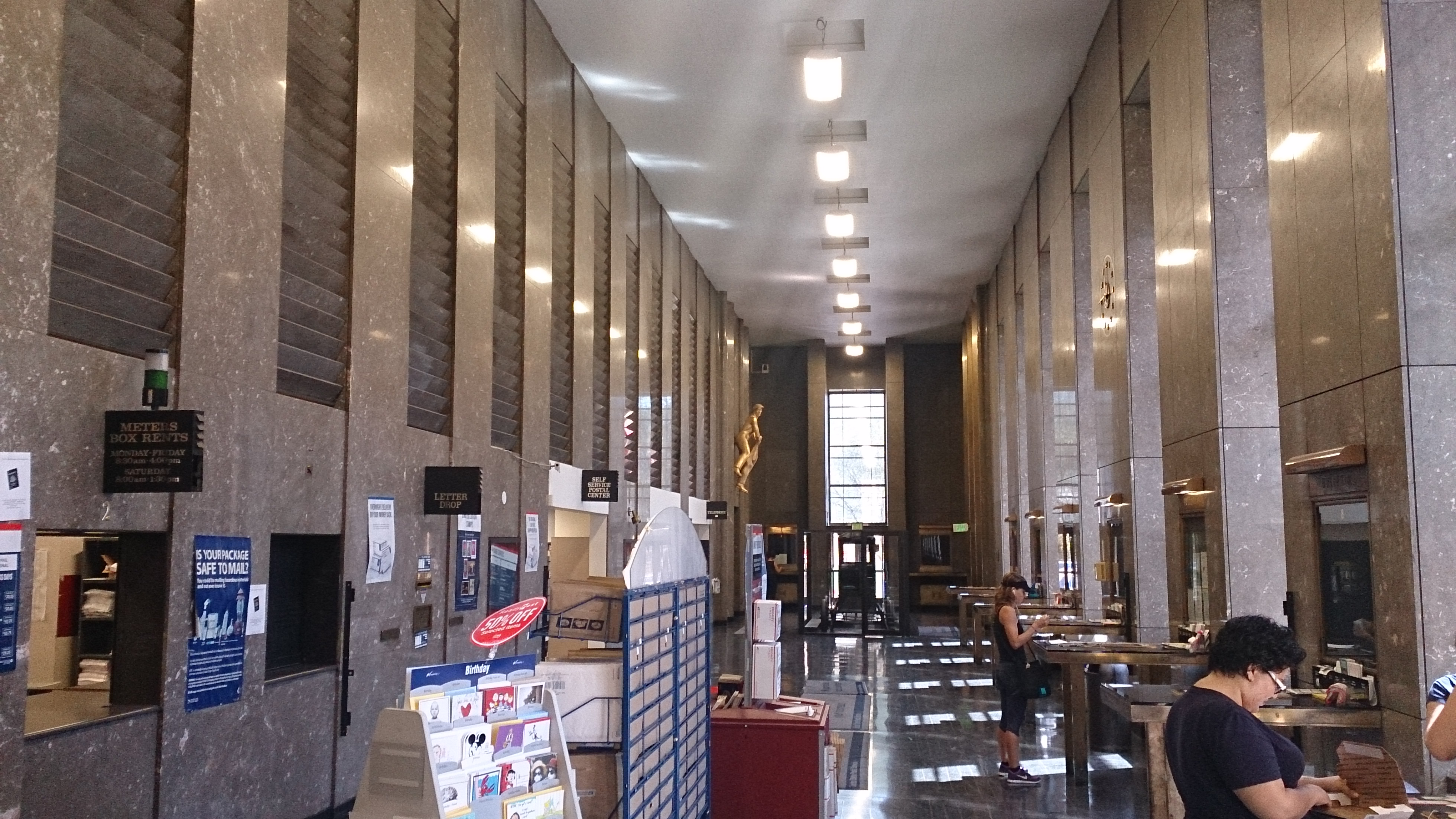
Всередині головного поштового відділення

Згідно зі щорічним фінансовим звітом міста за 2009 рік, перша десятка робочих місць за кількістю працевлаштованих була така:
| №  | Роботодавець                            | К-сть працівників |
| -- | --------------------------------------- | ----------------- |
| 1  | Північно-Західний університет           | 5 325             |
| 2  | NorthShore University HealthSystem      | 3 780             |
| 3  | Лікарня Saint Francis                   | 1 649             |
| 4  | Управління містом                       | 1 000             |
| 5  | Заклади 65-го шкільного округу          | 700               |
| 6  | Заклади 202-го шкільного округу         | 566               |
| 7  | Пресвітеріанські заклади                | 533               |
| 8  | Rotary International                    | 460               |
| 9  | Мережа супермаркетів і аптек Jewel-Osco | 455               |
| 10 | C.E. Niehoff & Co.                      | 450               |

## Історичні псевдоніми
- «Heavenston»[22]
- «Місто церков» (англ. The City of Churches).[23] В місті знаходяться 46 церков, 2 синагоги та одна мечеть.[5]
- «Місто будинків» (англ. The City of Homes)[22][24]
- «Народна республіка Еванстон» (англ. The People's Republic of Evanston)[25][26][27]
- «E-Town»[28][29]
- «Skevanston» (від назв сусідніх міст Skokie та Evanston)

## Видатні особи, пов'язані з Еванстоном
- Джон Вайтгед (англ. John C. Whitehead), банкір, голова Goldman Sachs
- Джон Донаг'ю (англ. John Donahoe), президент eBay
- Марлон Брандо, актор
- Джоан К'юсак, акторка
- Джон К'юсак, актор
- Метт Ліндблед, американський хокеїст
- Елізабет Лі Макговерн (*1961) — американська акторка театру, кіно та телебачення.
- Чарлтон Гестон (1923—2008) — американський актор.

## Цікаві факти
- У місті є вулиці — Головна (англ. Main Street) майже на два кілометри південніше від центру міста та Центральна (англ. Central Street), яка є однією з найпівнічніших. При цьому обидві назви мають історичне пояснення: Main Street була однією з основних вулиць села Південний Еванстон, а Central Street проходила по центру села Північний Еванстон. Певний час Main Street носила ім'я Авраама Лінкольна, але після об'єднання двох частин Еванстона назву змінили назад, оскільки в Північному Еванстоні вже була вулиця Лінкольна.[5]

## Галерея

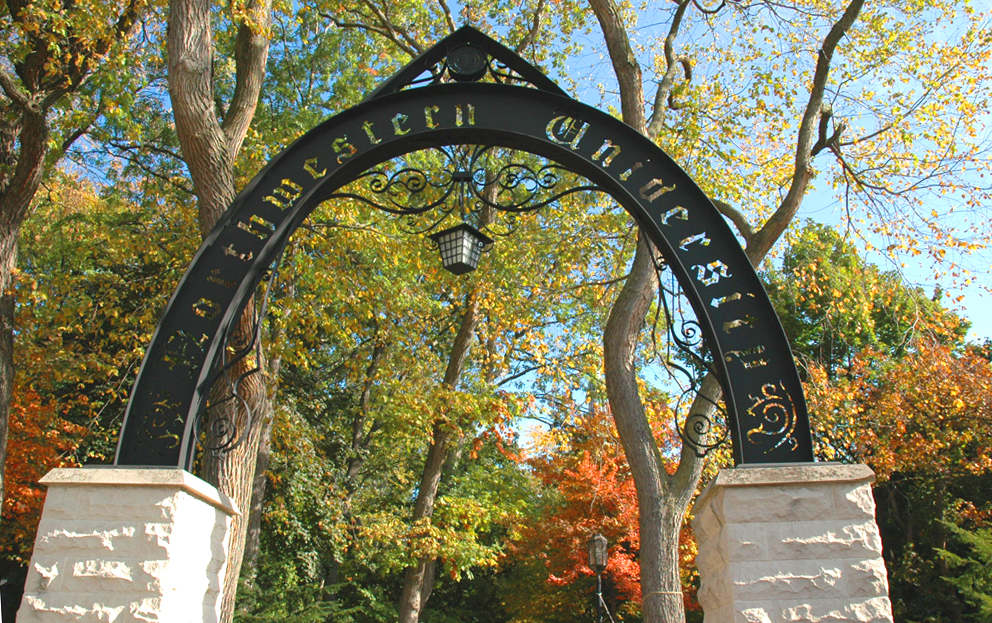
Арка при головному вході до Північно-Західного університету
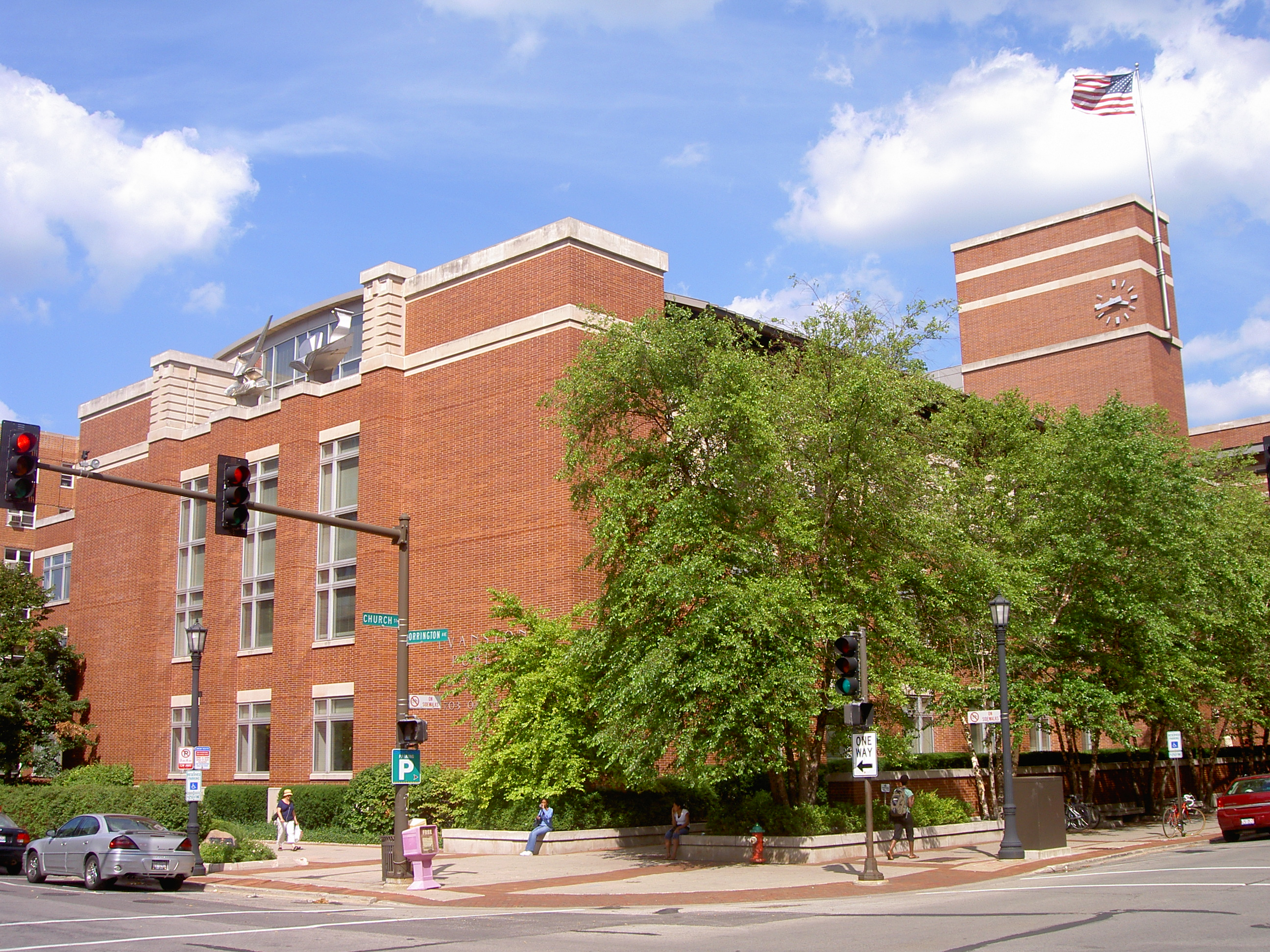
Міська бібліотека
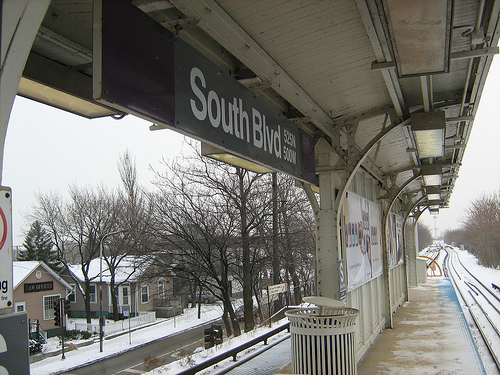
Станція Чиказького метрополітену в Еванстоні
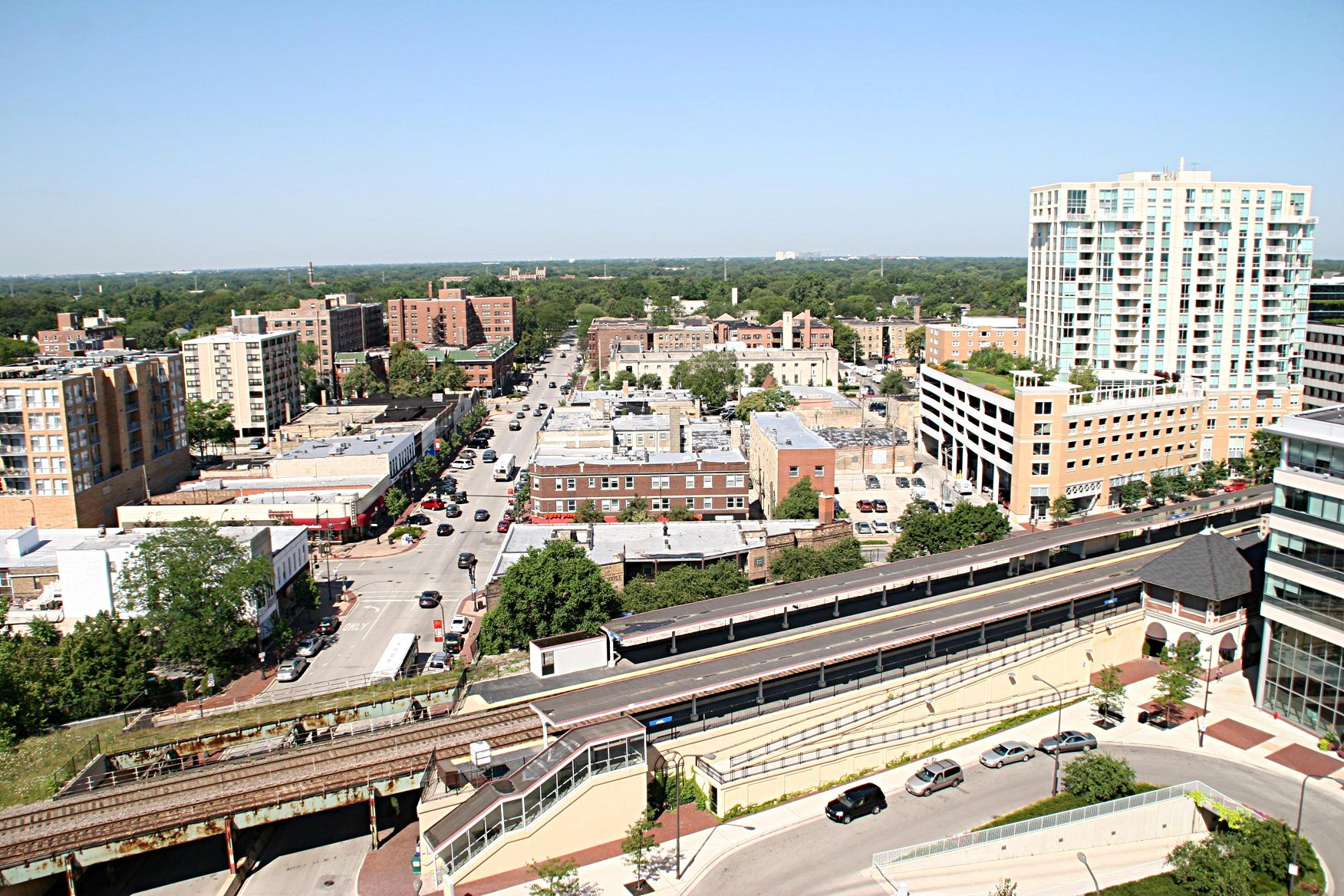
Центр міста